# Guglielmo Longhi

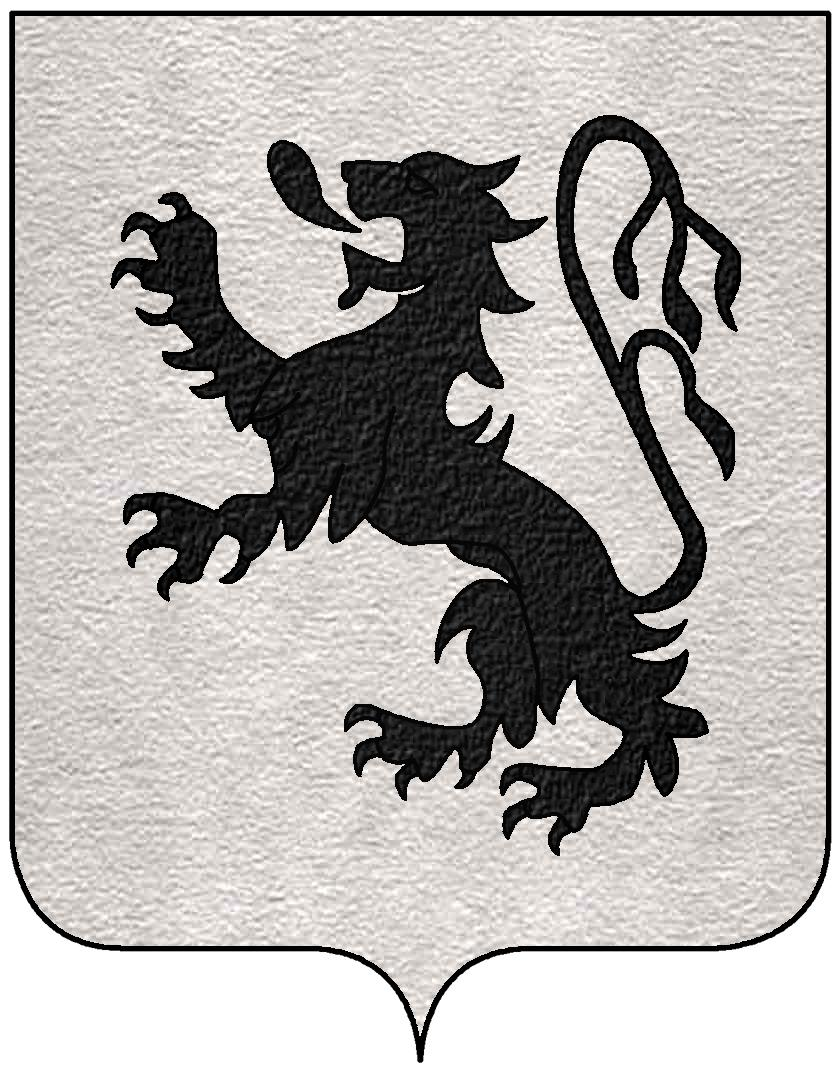
Wappen der Grafen von Longhi: In Silber ein schwarzer zügelloser Löwe.

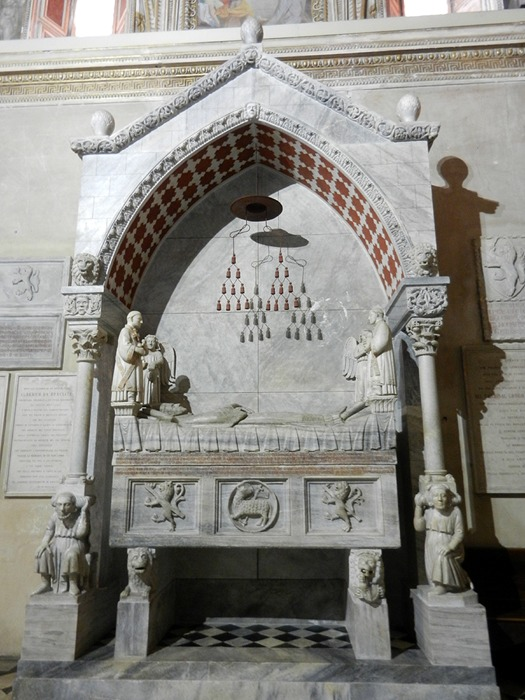
Grabmal des Kardinals Guglielmo Longhi, Basilika Santa Maria Maggiore, Bergamo

Guglielmo Longhi oder Guglielmo Longo degli Alessandrini oder Guglielmo de Longis de Adriara (* 1240 in Bergamo; † 9. September 1319 in Avignon) war ein italienischer Kardinal.

## Leben
Guglielmo Longhis Mutter stammte aus der Familie de Canale von Caleppio, Fraktion der Gemeinde Settala, die eine wichtige Rolle in der Gemeinde Bergamo spielte.
Die Inschrift auf seinem Grabstein ermöglicht eine biografische Rekonstruktion. Guglielmo Longhi schloss sein Theologiestudium an der Universität von Padua ab. Zwischen 1267 und 1273 studierte er in Rom bei Giovanni da Scanzo, dem späteren Bischof von Bergamo, und bei Lanfranco della Torre, dem Erzdiakon von Bergamo und späteren Vizekanzler der römischen Kirche, und wurde Doktor des kanonischen und des Zivilrechts. Dank seiner diplomatischen und juristischen Fähigkeiten gewann er das Vertrauen von Karl I. und Jakob II., die in einem Brief über ihn schrieben: valens homo et sani consilii et magnae literaturae, et est amicus factorum non dictorum. Er trat in den Dienst von Kardinal Riccardo Annibaldi und wurde zum päpstlichen Kaplan von Papst Coelestin V. ernannt, der ihm die Kanonikate und Präbenden der Kirchen von Chartres, Amboise und Sant’Angelo in Grotta von Nocera Inferiore übertrug.
Er wurde am 18. September 1294 (dem Jahr seiner päpstlichen Amtseinführung) von Papst Coelestin V. zum Kardinal ernannt, als erster Kardinal aus Bergamo, und nahm an verschiedenen Papstwahlen teil, darunter an denen vom Dezember 1294, bei denen Papst Bonifatius VIII. gewählt wurde, und 1305, bei denen Papst Clemens V. gewählt wurde. Er wurde zum Prior der Kapelle Nikolaus von Bari ernannt und erhielt den Titel San Nicolò al Carcere Tulliano. Longhi unterstützte die Wahl von Papst Clemens V.  Er förderte und verbürgte sich für die Befreiung mehrerer Bergamasker Exponenten im Jahr 1313 bei Kaiser Heinrich VII.
Im Laufe seines Lebens erhielt er zahlreiche Ernennungen, darunter die Ernennung der Äbte des Klosters San Salvatore von Leno im Jahr 1296, San Salvatore von Pavia im Jahr 1299, San Pietro di Percipiano (Tortona) im Jahr 1299 und Saint-Honorat von Lérins im Jahr 1309. Er war auch beim ersten Jubeljahr im Jahr 1300 anwesend. Er wurde zum Auditor für einige Fälle der Ernennung von Äbten anderer Klöster ernannt, und aufgrund seiner Fähigkeiten gehörte er zu den Konsistorien, die die Heiligsprechung von Coelestin V. im Jahr 1313 vorbereiteten. In Pontida beauftragte er Giovanni da Menaggio mit dem Bau einer Kirche von beachtlicher Größe; nach deren Fertigstellung im Jahr 1310 stiftete er die Reliquie eines Arms des Heiligen Jakobus der Ältere. In Bergamo gründete er das Kloster San Nicolò di Plorzano, das den Cölestinern anvertraut wurde, und beteiligte sich am Bau der Kirche Santo Spirito und des Hospitals, das ebenfalls den Cölestinern anvertraut wurde.
Bartolomeo de Osa, Notar und Kanzler, lebte lange Zeit in Longhis Gefolge, sowohl in seinem Haus in Verdello als auch in Paris, seine Anwesenheit bei der Abfassung von Dokumenten ist in Anagni, Perugia und Avignon belegt, diese Korrespondenz rekonstruiert die öffentlichen Handlungen des Kardinals. Als Vertrauensbeweis hinterließ Longhi seinem Sekretär eine Geldsumme als Erbschaft. Er war 1311 in Vienne in Frankreich auf dem Konzil anwesend, wo er zur Verteidigung der schändlichen Anschuldigungen von Sciarra Colonna und Philipp dem Schönen gegen Papst Bonifatius VIII. sprach.
Er starb 1319 in Avignon und wurde nach Bergamo überführt, wo er zunächst in der Kirche San Francesco in der von ihm errichteten, dem Heiligen Nikolaus geweihten Kapelle beigesetzt wurde; Longhis Wunsch war es, in der Basilika von Pontida beigesetzt zu werden, was jedoch nicht möglich war. Als die Kirche des Franziskanerklosters abgerissen wurde, überführte man den Leichnam in die Familienkapelle der Basilika Santa Maria Maggiore. Das Kenotaph, das von Ugo da Campione im Auftrag von Cipriano degli Alessandri, Bischof von Bergamo und sein Neffe, angefertigt wurde, befindet sich an der rechten Seite des Kirchenschiffs der Basilika.

## Konklaven
Kardinal Guglielmo Longhi nahm an allen vier Konklaven teil, die während seiner Kardinalszeit stattfanden:
- Konklave von 1294, bei dem Papst Bonifatius VIII. gewählt wurde
- Konklave von 1303, bei dem Papst Benedikt XI. gewählt wurde
- Konklave von 1304–1305, bei dem Papst Clemens V. gewählt wurde
- Konklave von 1314–1316, das Papst Johannes XXII. wählte